# Walti Dux
Walti Dux (* 6. Oktober 1958 in Winterthur) ist ein Schweizer Komiker, Fernsehmoderator und Musiker.

## Leben
Seit 1992 ist Walti Dux als Künstler solo unterwegs. Nach einigen Jahren als Rockmusiker wirkte er von 1992 bis ca. 2003 als Liedermacher. Seit 1998 ist sein beruflicher Schwerpunkt Komiker und seit 2018 zudem Autor. Mittlerweile hat er über 2500 Auftritte absolviert, neben Stand-up-Comedy und Music-Comedy sind seine Spezialität «Waltigramme». Das sind musikalisch-gereimte, humorvolle Laudationes, die Dux singend vorträgt und damit auch schon Schweizer Reden zum Bundesfeiertag (Erster-August-Reden) gehalten hat. Walti Dux tritt auf Galas auf und hat mehrere abendfüllende Programme gestaltet. Er ist überwiegend in der Schweiz und immer wieder in Deutschland unterwegs, wie z. B. im Schmidt Theater Hamburg. Dux wirkte als Veranstalter in der Schweiz von 1998 bis 2011 für den Acoustic Song Contest, von 2008 bis 2013 für Kids on Stage und seit 2012 für das Comedy Sofa. Er arbeitete zudem als Fernsehmoderator für den Fernsehsender Tele Z in Wallisellen. Mit seinem Quiz 1 vo 4 hatte er 199 Sendungen. Walti Dux veröffentlichte mehrere CDs und textete und komponierte verschiedene Weihnachtslieder. Unter Milliarden von Sternen wurde am 23. Dezember 2018 in der Hauptausgabe der Tagesschau als Weihnachtslied vorgestellt. Er veröffentlicht als Autor zusammen mit seiner Ehefrau Marisa Dux und Zeichner Charlie Weibel im eigenen Verlag dux entertainment  Kinderbücher, die auch als Lehrmittel in Schweizer Schulen eingesetzt werden.
Walti und Marisa Dux moderierten als Comedy-Duo S Duxe gemeinsam grosse Anlässe, waren Gastgeber an ihrer eigenen Veranstaltung und von 2019 bis 2022 waren sie mit ihrem abendfüllenden Comedy-Programm S Duxe – Tulpenschlacht statt Rosenkrieg  unterwegs. Aktuell veranstalten sie mit ihren Lesebilderbüchern Unter Milliarden von Sternen Band I bis V an Schulen und öffentlichen Anlässen Lesungen. 2006 wurde Marisa und Walti Dux für ihre Tätigkeit als Veranstalter der Kulturpreis der Stadt Uster verliehen. Zudem wurde Walti Dux 2019 mit dem Ostschweizer Falkenpreis als Entertainer des Jahres 2019 ausgezeichnet.
Walti Dux hat zusammen mit seiner Frau drei erwachsene Kinder.